# 埃及—加沙邊界

加薩走廊地圖

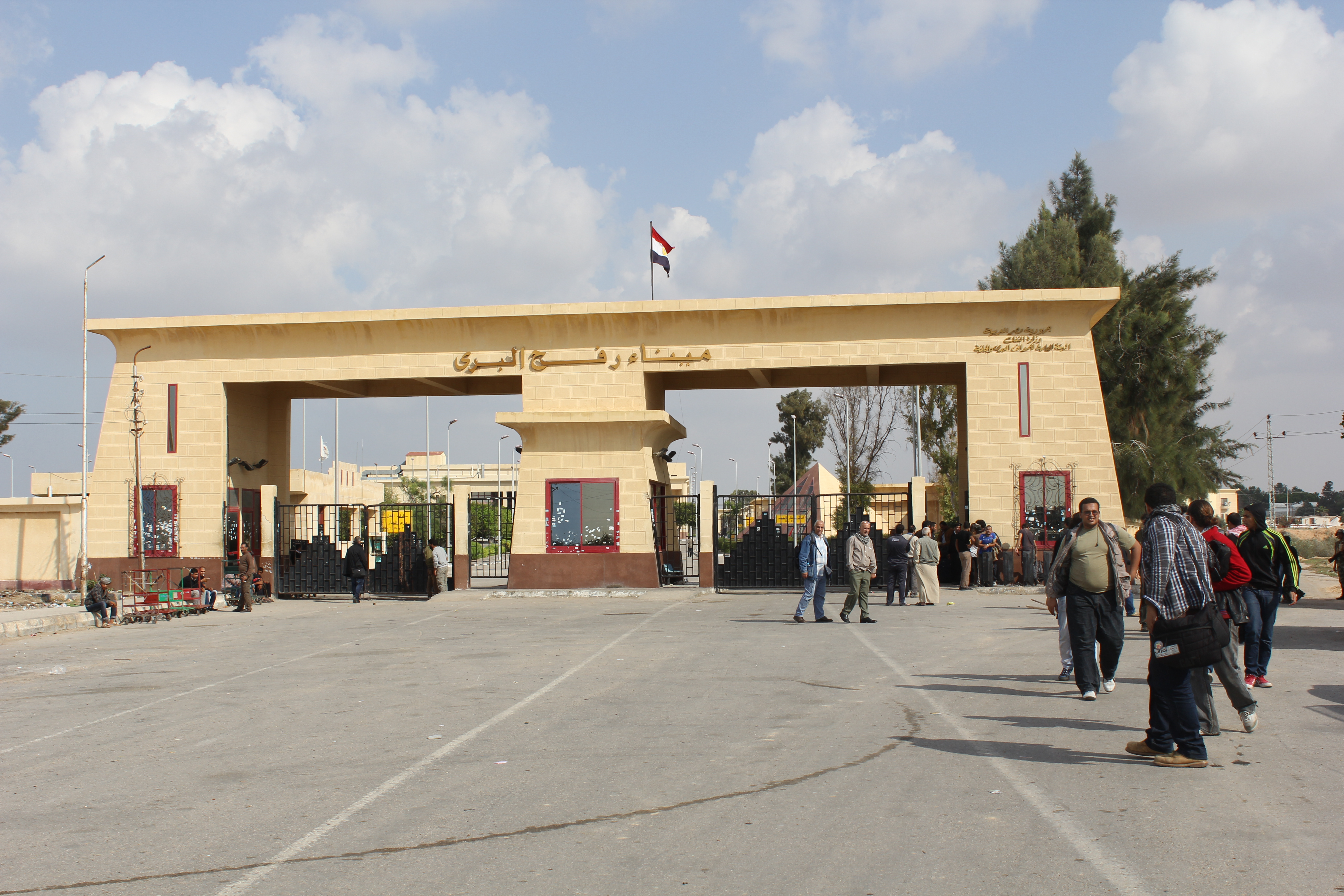
拉法口岸

埃及—加沙邊界是埃及與加薩走廊的邊界，長12公里，僅有拉法口岸一座口岸（僅供人員過境，貨運需經加沙－以色列管控线上的凱雷姆沙洛姆口岸）。

## 歷史

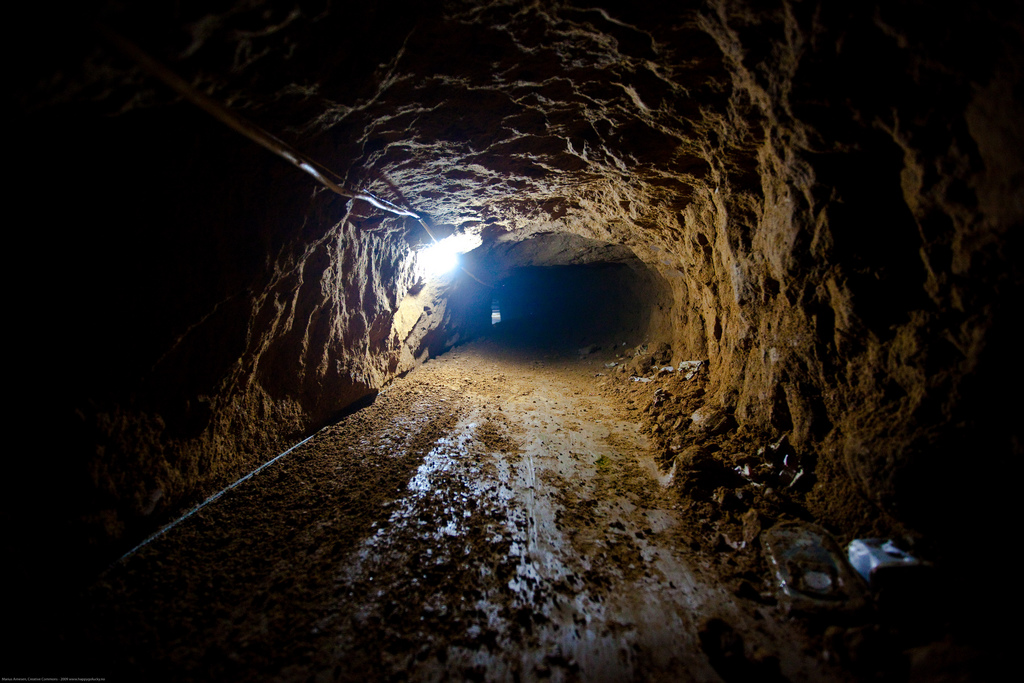
埃及—加沙邊界之下用於走私的地道

1906年10月1日，鄂圖曼土耳其帝國（巴勒斯坦）與大英帝國（埃及）雙方核定南至塔巴、北至拉法的邊界，第一次世界大戰後巴勒斯坦與埃及均由英國統治，但此邊界仍用以控制當地貝都因人的移動。1948年埃及佔領加薩，使此邊界成為國內行政區的邊界；1967年六日戰爭後加薩走廊與西奈半島均被以色列佔領；1979年以色列與埃及簽訂和約，以色列將西奈半島歸還埃及，和約規定埃及—加沙邊界上設立寬100公尺費拉德爾菲走廊作為埃及與加薩走廊的緩衝區，且邊界線穿過拉法市，將其一分為二，分屬巴勒斯坦與埃及的控制區，許多家庭因而被分隔兩側。
2000年阿克薩群眾起義期間，以色列將費拉德爾菲走廊緩衝區加至200至400公尺寬，並築起帶有鐵絲網的圍牆，因工程需要而拆除靠近邊界街區的巴勒斯坦房屋。2005年以色列國防軍進一步擴建圍牆。
2009年12月，埃及在美國資助下在埃及—加沙邊界建築鋼鐵材質的埃及—加沙圍牆。2014年因應有恐怖份子從加薩走廊襲擊埃及、造成31名埃及軍人死亡，埃及宣佈將擴大緩衝區範圍，以阻止武裝人員流動和武器走私，並強制邊界附近的住民遷走，共摧毀超過千棟房屋與上千條地道，對此伊斯蘭國在西奈半島的分布將十名被控為摩薩德與埃及間諜的人質斬首以為報復。國際組織人權觀察表示2013年至2015年間埃及共拆毀了邊界上至少3255座房屋。